# Przejście graniczne Gryfino-Mescherin (rzeczne)
Przejście graniczne Gryfino-Mescherin (rzeczne) – istniejące do 2007 polsko-niemieckie rzeczne przejście graniczne położone w województwie zachodniopomorskim, w powiecie gryfińskim w gminie Gryfino, w miejscowości Gryfino.

## Opis
Przejście graniczne Gryfino-Mescherin z miejscem odprawy granicznej po stronie polskiej w miejscowości Gryfino i po stronie niemieckiej w miejscowości Mescherin, czynne było w porze dziennej w okresie sezonu żeglugowego, ogłoszonego przez administrację wód granicznych, jeśli nie nastąpiło otwarcie drogi wodnej dla ruchu żeglugowego w porze nocnej. Dopuszczone było przekraczanie granicy dla ruchu osobowego i towarowego oraz dla pływań sportowych i turystycznych oraz mały ruch graniczny. Kontrolę graniczną osób, towarów oraz środków transportu wykonywała kolejno: Graniczna Placówka Kontrolna Straży Granicznej w Krajniku Dolnym, Placówka Straży Granicznej w Gryfinie. Obie miejscowości łączyła rzeka Odra Zachodnia.
21 grudnia 2007 na mocy układu z Schengen przejście graniczne zostało zlikwidowane.

### Przejście graniczne z NRD
W okresie istnienia Niemieckiej Republiki Demokratycznej funkcjonowało w tym miejscu polsko-niemieckie rzeczne przejście graniczne Gryfino (Odra Zachodnia). Dopuszczone było przekraczanie ruchu towarowego PRL, NRD, CSRS, RFN i Berlina Zachodniego oraz przepływ statków PRL przez terytorium NRD. 
- 1972 – 25 kwietnia zarządzeniem dowódcy WOP opartym na ustaleniach polsko-enerdowskich dowódcy zachodnich brygad WOP otrzymali polecenie zorganizowania wspólnej z organami NRD kontroli granicznej ruchu rzecznego w miejscowościach Eisenhüttenstadt, Frankfurt nad Odrą, Hohensalten, Widuchowa, Gartz, Gryfino i Mescherin. Organy graniczne sprawowały tam kontrolę ruchu towarowego i pasażerskiego jaki odbywał się między Polską a Niemiecką Republiką Demokratyczną. Wspólną kontrolą objęty został także ruch turystyczny w miejscowościach: Miłów, Kostrzyn, Widuchowa i Gryfino. Poza wspólną kontrolą pozostały jedynie statki towarowe i pasażerskie płynące Odrą w ruchu wewnętrznym każdego państwa[9].

Kontrolę graniczną osób, towarów oraz środków transportu wykonywała kolejno: Graniczna Placówka Kontrolna Gryfino, Strażnica WOP Gryfino i Graniczna Placówka Kontrolna Gryfino.